# Macrobiotus serratus
Macrobiotus serratus är en djurart som tillhör fylumet trögkrypare, och som beskrevs av Bertolani, Guidi och Rebecchi 1995. Macrobiotus serratus ingår i släktet Macrobiotus och familjen Macrobiotidae. Inga underarter finns listade i Catalogue of Life.